# Prionosternum nitidiceps
Espèce
Synonymes
- Asadipus nitidiceps Simon, 1909

Prionosternum nitidiceps est une espèce d'araignées aranéomorphes de la famille des Lamponidae.

## Distribution
Cette espèce est endémique d'Australie. Elle se rencontre dans le Sud-Ouest de l'Australie-Occidentale, dans le Sud de l'Australie-Méridionale, en Nouvelle-Galles du Sud, dans le Territoire de la capitale australienne, au Victoria et en Tasmanie.

## Description
Le mâle décrit par Platnick en 2000 mesure 3,5 mm et la femelle 4,0 mm.

## Publication originale
- Simon, 1909 : Araneae. 2e partie. Die Fauna Südwest-Australiens, Jena, vol. 2, no 13, p. 155-212 (texte intégral).